# Всероссийское хоровое общество
Всероссийское хоровое общество (ВХО) — общественная организация, призванная вести деятельность по сохранению, развитию и популяризации хорового искусства.
Учредительное собрание общества состоялось 15 февраля 2013 года в Центральном музее музыкальной культуры имени Глинки. На нем председателем общества был избран Валерий Гергиев. Исполнительным директором общества стал Павел Пожигайло.
30 апреля 2013 года Министерство юстиции РФ выдало Всероссийскому хоровому обществу свидетельство о государственной регистрации.
В состав Всероссийского хорового общества в первую очередь вошли культурные и общественные деятели, которые будут его попечителями. Предполагается, что ВХО будет заниматься организацией конкурсов, придумывать другие мероприятия, связанные с хоровым пением.
Общество планирует развивать хоровые училища и колледжи, популяризировать хоровое пение в школах и добиваться создания Всероссийского хорового центра на территории «новой Москвы».
Общество открыло филиалы во всех субъектах Российской Федерации.